# Ananasová česká
Ananasová česká (Prunus domestica 'Ananasová česká') je ovocný strom, kultivar druhu slivoň z čeledi růžovitých. Nese plody s fialovou slupkou, ojíněné, aromatické, vhodné pro konzum i na zpracování. Dužnina jde dobře od pecky. Plody zrají v červenci až v polovině srpna. Bývá řazena mezi švestky.

## Původ
Byla vypěstována ve Smržově na Jaroměřsku, v roce 1931. Byla vypěstována z pecky jako pravděpodobně kříženec Bryská × Esslingenská.První sklizeň přinesla 1936.

## Vlastnosti
Růst střední, koruna menší. Je velmi plodná, plodí brzy po výsadbě, pravidelně. Někdy jsou sklizně nadměrné a v důsledku toho menší plody. Odrůda je samosprašná. Ananasová česká je poměrně odolná odrůda vůči mrazu, ale je vhodná spíše do teplých poloh a živných propustných půd. Plody zrají v červenci až v polovině srpna. Ovoce špatně drží na stromě a opadává předčasně.

## Plod
Plod podlouhlý, středně velký. Slupka černomodrá, ojíněná. Dužnina žlutozelená, jemná, poněkud nakyslá. Plody dobře snáší přepravu.